# 温迪·谢尔曼
温迪·露丝·舍曼（英語：Wendy Ruth Sherman，1949年6月7日—）是一名美国教授和外交官，曾担任美國副國務卿和政治事務國務次卿。她是哈佛大学肯尼迪政府学院的公共领导教授和公共領導中心的主任。此外，她还是歐布萊特石橋集團首席顾问。并且是肯尼迪政府学院貝爾弗科學與國際事務中心的资深研究员。作为社区工作者曾经为EMILY's List及马里兰州儿童福祉办公室负责人。同时是房利美基金會的創始主席。2023年7月底，她結束公職生涯退休。

## 家庭
- 丈夫Bruce Stokes（1948年2月12日-）[8]：1948年2月12日出生在宾夕法尼亚州的巴特勒，是Edward A.（足科医生）和Beulah Strokes（教师）的儿子；1980年1月8日与温迪·谢尔曼结婚；夫婦育有1女Sarah Renee。1970年获喬治城大學学士学位；1974年获约翰·霍普金斯大学高级国际研究学院（Johns Hopkins School of Advanced International Studies）硕士学位；1974-1975年在哥伦比亚大学深造。
- 女兒Sarah Renee

## 荣誉

### 外国勋章奖章
- 旭日大绶章（日本，2024年4月29日公布[9]）

## 外部連結
- 温迪·谢尔曼的X（前Twitter） （英文）
- C-SPAN內的頁面（英文）
- 温迪·谢尔曼在互联网电影资料库（IMDb）上的資料（英文）